# NGC 688
NGC 688 (również PGC 6799 lub UGC 1302) – galaktyka spiralna z poprzeczką (SBb), znajdująca się w gwiazdozbiorze Trójkąta. Odkrył ją Heinrich Louis d’Arrest 16 września 1865 roku.